# 弥勒菩薩
弥勒菩薩（みろくぼさつ）、梵: maitreya（マイトレーヤ）、巴: metteyya（メッテイヤ、メッテッヤ）は仏教において、釈迦牟尼仏の次に現われる未来仏であり、大乗仏教では菩薩の一尊である。
弥勒は音写であり、「慈しみ」（梵: maitrī, 巴: mettā）を語源とするため、慈氏菩薩（“慈しみ”という名の菩薩）とも意訳する。
三昧耶形は蓮華上の塔、賢瓶（水瓶）。種子（種子字）はयु（yu）。

## 名称
一部の大乗経典では字（あざな）が阿逸多 Ajita とされているが、スッタニパータ第五章や、『中阿含経』中の説本経などの初期経典の記述では、弥勒と阿逸多は別人である。慧覚訳『賢愚経』では、弥勒は仏陀となると誓願を述べ、阿逸多は転輪聖王となるという誓いを表明したところ、阿逸多は叱責され、弥勒は記別を受けている。

## 未来仏

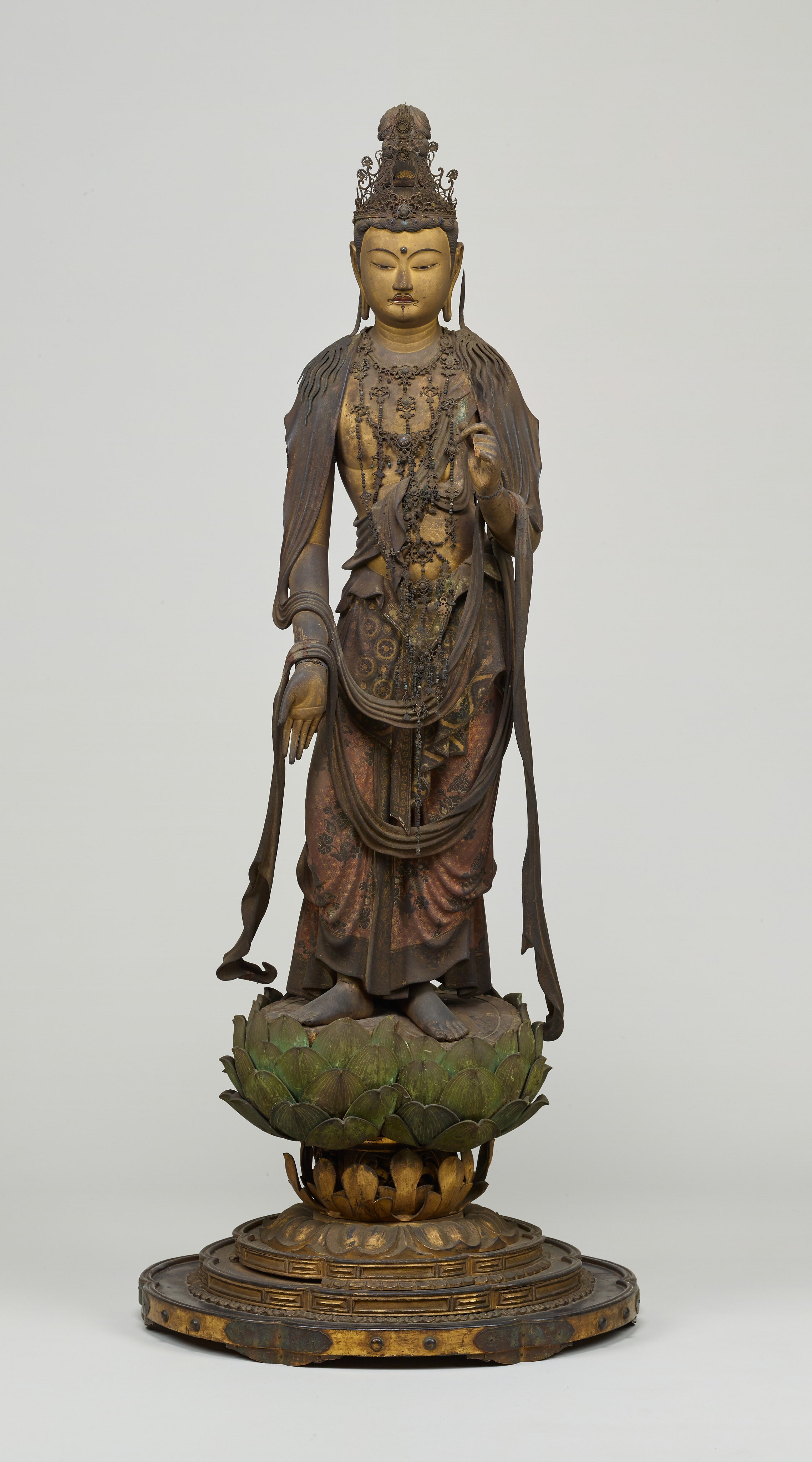
弥勒菩薩立像、13世紀、鎌倉時代、重要文化財、東京国立博物館蔵

弥勒は現在仏であるゴータマ・ブッダ（釈迦牟尼仏）の次にブッダとなることが約束された菩薩（修行者）で、ゴータマの入滅後56億7千万年後の未来にこの世界に現われ悟りを開き、多くの人々を救済するとされる。それまでは兜率天で修行（あるいは説法）しているといわれ、中国・朝鮮半島・日本では、弥勒菩薩の兜率天に往生しようと願う信仰（上生信仰）が流行した。
前述のように弥勒の下生は56億7千万年後とされているが、この年数は、弥勒の兜率天での寿命が4000年であり、兜率天の1日は地上の400年に匹敵するという説から、下生までに4000年×12ヶ月×30日×400年＝5億7600万年かかるという計算に由来する。そして、後代になって5億7600万年が56億7000万年に入れ替わったと考えられている。
また、56億7000万年という年数は厳密なものではなく「遠い未来」の比喩ではないかとの説もある。
弥勒菩薩はバラモンとして娑婆世界に出世して、シッダッタ同様に出家したのち竜華樹下で悟りを得て、三度にわたり説法を行い多くの人々を救うとされる（これを竜華三会という）。『弥勒下生経』には、初会96億、二会94億、三会92億の衆生を済度すると説いている。なお、現在の弥勒はまだ修行者(菩薩)だが、遠い未来の下生の姿を先取りして弥勒如来、弥勒仏と呼ばれることもあり、如来形の仏像も作られている。
『観弥勒菩薩上生兜率天経』、『弥勒下生経』、『弥勒大成仏経』の3本で『弥勒三部経』と呼ぶことがある。また、浄土宗系の『無量寿経』には、阿弥陀仏の本願を後世の苦悩の衆生に説き聞かせるようにと、釈迦牟尼仏から弥勒菩薩に付嘱されている。
仏教の中に未来仏としての弥勒菩薩が登場するのはかなり早く、すでに『阿含経』に記述が見える。この未来仏の概念は過去七仏から発展して生まれたものと考えられている。
弥勒菩薩が出現するまでの間は現世に仏が不在となってしまうが、その間に六道すべての世界に現れて衆生を救うのが地蔵菩薩であるとされる。

## 下生信仰
弥勒信仰には、上生信仰とともに、下生信仰も存在し、中国においては、こちらの信仰の方が流行した。下生信仰とは、弥勒菩薩の兜率天に上生を願う上生信仰に対し、弥勒如来の下生が(56億7千万年などの)遠い未来ではなく現に「今」なされるからそれに備えなければならないという信仰である。
浄土信仰に類した上生信仰に対して、下生信仰の方は、弥勒下生に合わせて現世を変革しなければならないという終末論、救世主待望論的な要素が強い。そのため、反体制の集団に利用される、あるいは、下生信仰の集団が反体制化する、という例が、各時代に数多く見られる。北魏の大乗の乱や、北宋・南宋・元・明・清の白蓮教が、その代表である。
日本でも戦国時代に、弥勒仏がこの世に出現するという信仰が流行し、ユートピアである「弥勒仏の世」の現世への出現が期待された。一種のメシアニズムであるが、弥勒を穀霊とし、弥勒の世を稲の豊熟した平和な世界であるとする農耕民族的観念が強い。この観念を軸とし、東方海上から弥勒船の到来するという信仰が、弥勒踊りなどの形で太平洋沿岸部に展開した。江戸期には富士信仰とも融合し、元禄年間に富士講の行者、食行身禄が活動している。また百姓一揆、特に世直し一揆の中に、弥勒思想の強い影響があることが指摘されている。

## 唯識論師
300年前後に、インドの瑜伽行唯識学派の論師として唯識説を説く開祖の一人。後世の伝説によって、前述の未来仏としての弥勒菩薩と同一視された。著作に『瑜伽師地論』（漢訳説）、『大乗荘厳経論』、『中辺分別論』、『現観荘厳論』、『法法性弁別論』、『究竟一乗宝性論』（チベット説）などがある。
チベットでは、『瑜伽師地論』は無著菩薩造となっており、『究竟一乗宝性論』が弥勒（マイトレーヤ）造となっているが、漢訳では安慧（スティラマティ）造としている。

## ミスラ神との関係
ミスラはインド神話におけるアーディティヤ神群の一柱ミトラと起源を同じくし、古くは古代アーリアにおいて信仰されていた契約の神だった。ゾロアスター教においては中級神ヤザタの一柱とされ、英雄神、太陽神とされる。ただし、教祖ゾロアスターは、ミスラをはじめとする神々ではなく、アフラ・マズダーに対してのみ崇拝をすべきだと宗教改革をしたため、周辺のアーリア人の宗教に比べ、ミスラ神は低く位置づけられている。また、古代ギリシャ・ローマにおいてはミトラースと呼ばれ、太陽神・英雄神として崇められた。ミスラはクシャーナ朝ではバクトリア語形のミイロ(Miiro)と呼ばれ、この語形が弥勒の語源になったという説もある。

## 造像例

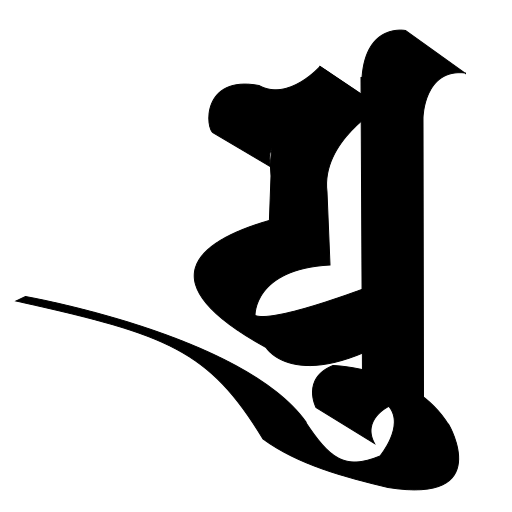
弥勒菩薩を表す梵字　『ユ』と読む

弥勒菩薩像はインドでは水瓶を手にする像として造形されたが、中国においては、唐までは足を交差させ椅子に座る像として造像され、元・明時代以降は弥勒の化身とされた布袋として肥満形で表された。一方、飛鳥時代の日本では半跏思惟像として造像が行われた。椅坐して左足を下ろし、右足を上げて左膝上に置き、右手で頬杖を付いて瞑想する姿である。大阪・野中寺の金銅像（重文）が「弥勒菩薩」という銘文をもつ最古の半跏思惟像である。京都の広隆寺の弥勒菩薩像（木像）は特によく知られており、国宝に指定されている（→弥勒菩薩半跏思惟像）。ただし、半跏思惟像の全てが弥勒菩薩像であるとは限らない。平安時代・鎌倉時代には、半跏思惟像は見られなくなり、立像や坐像として表されるようになる。京都・醍醐寺の快慶作の木像などがその作例である。

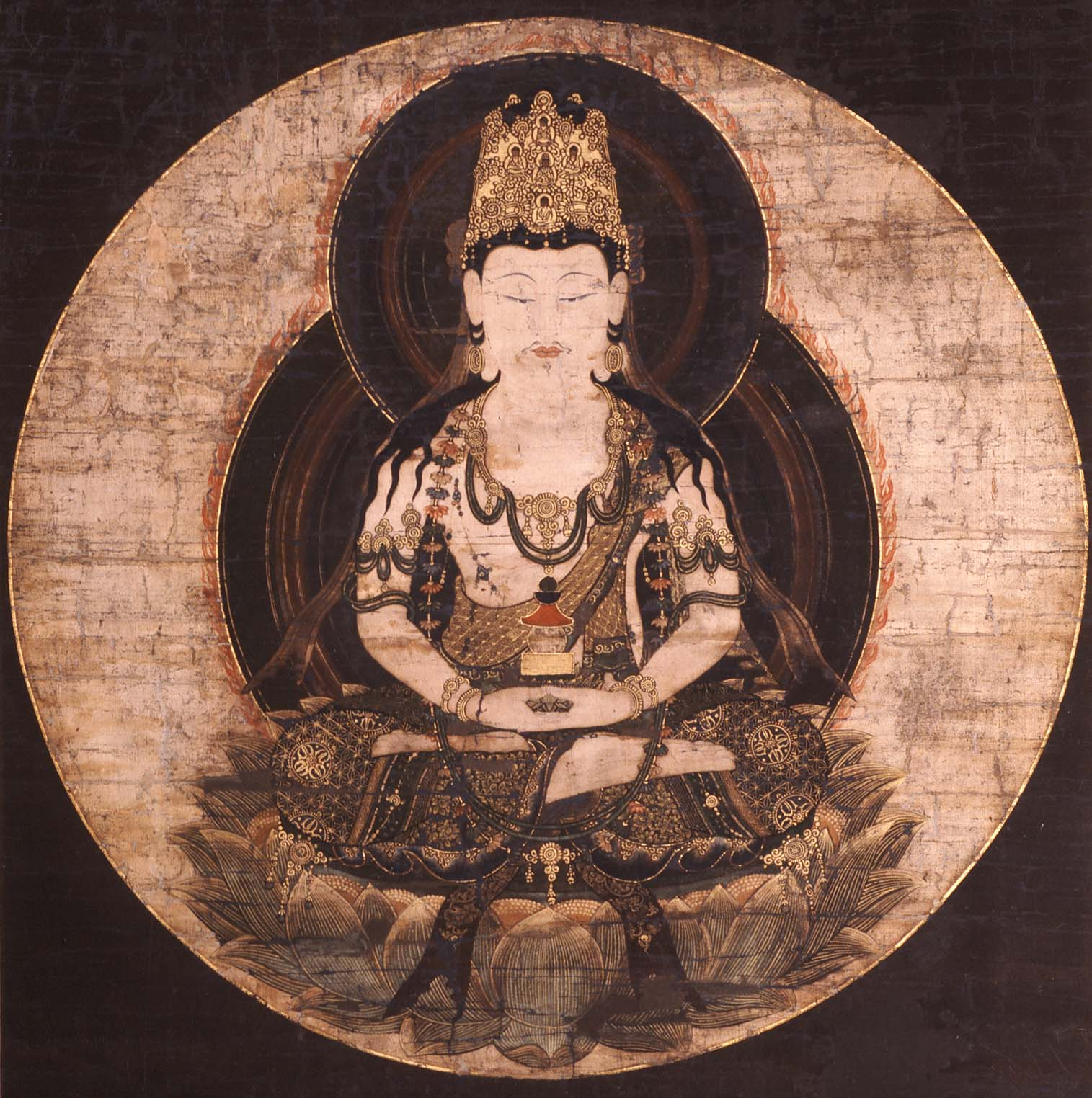
絹本著色弥勒菩薩像（福井・長源寺、鎌倉時代

日本で広く目にされている弥勒菩薩像に、50円切手の図案がある。これは中宮寺の木造菩薩半跏像である。
弥勒如来像としては、前述の奈良の東大寺の木像（通称「試みの大仏」）（重文）や、當麻寺金堂の塑像（奈良時代、国宝）、興福寺北円堂の運慶一門作の木像（国宝）などが知られる。

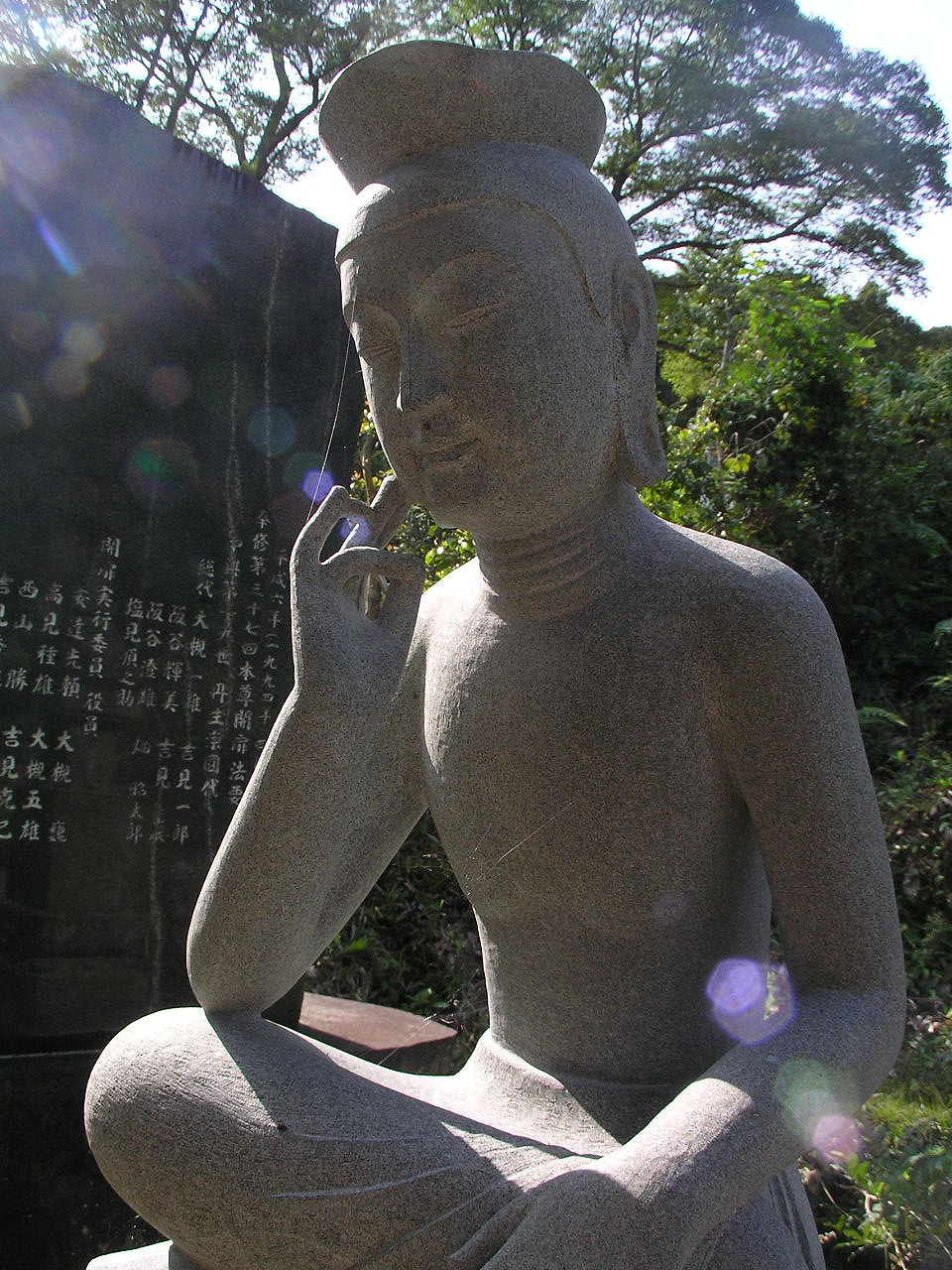
岩戸寺（丹波市）
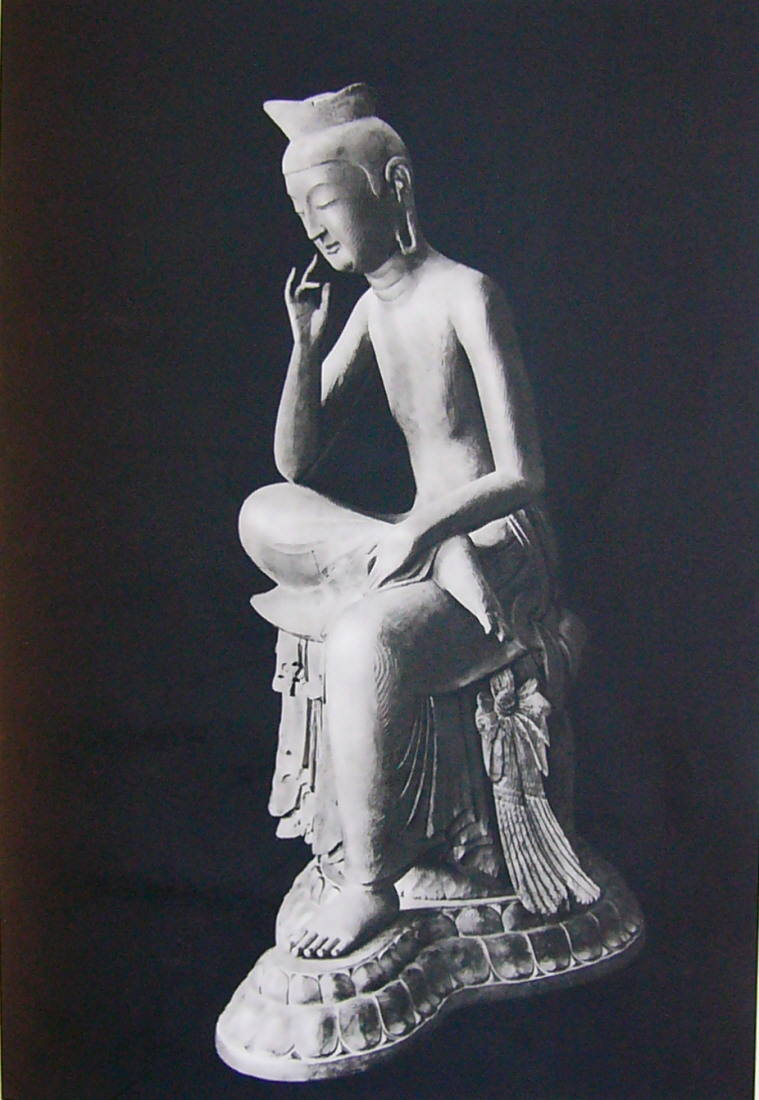
木造弥勒菩薩半跏像 （通称「宝冠弥勒」） 京都・広隆寺
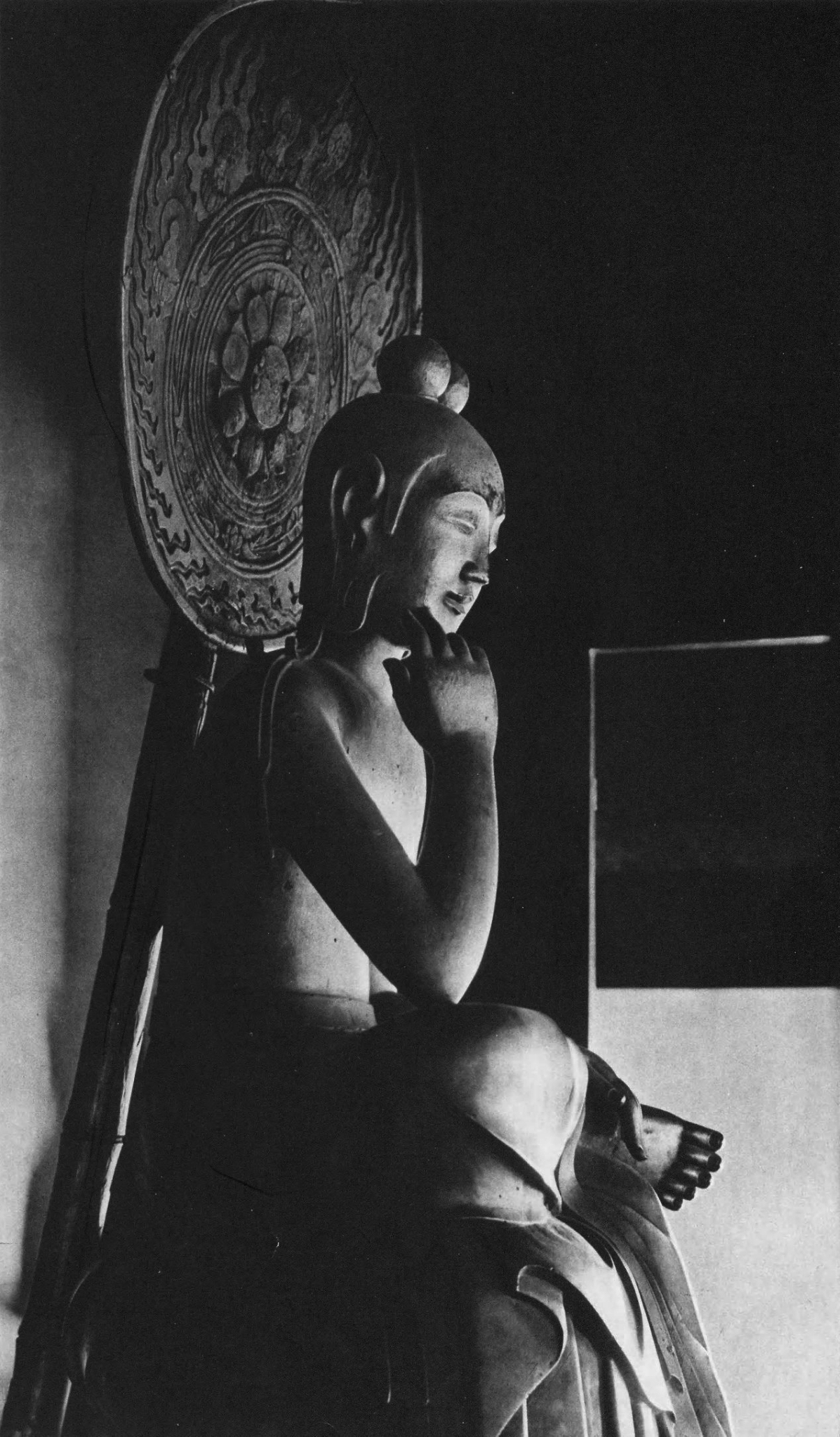
奈良・中宮寺
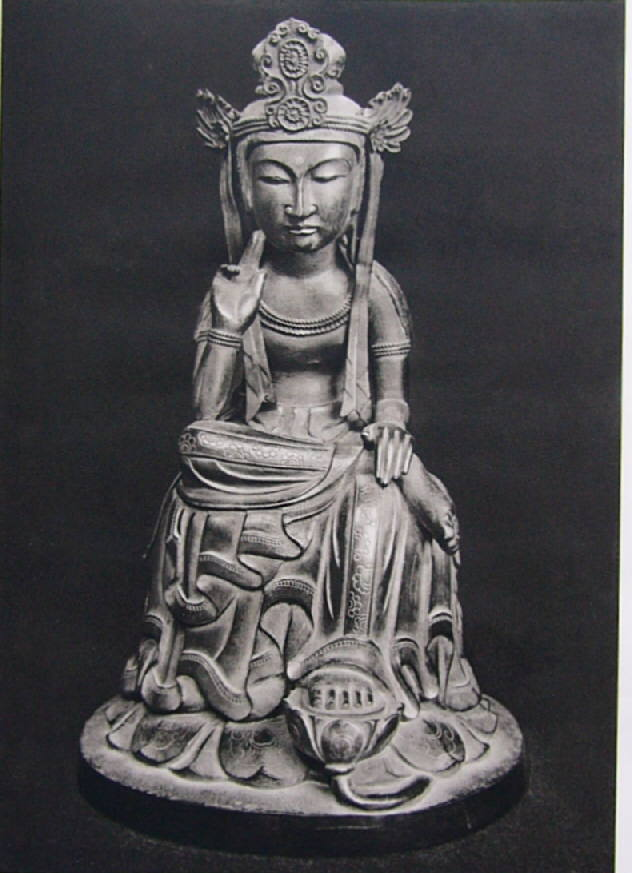
大阪・野中寺
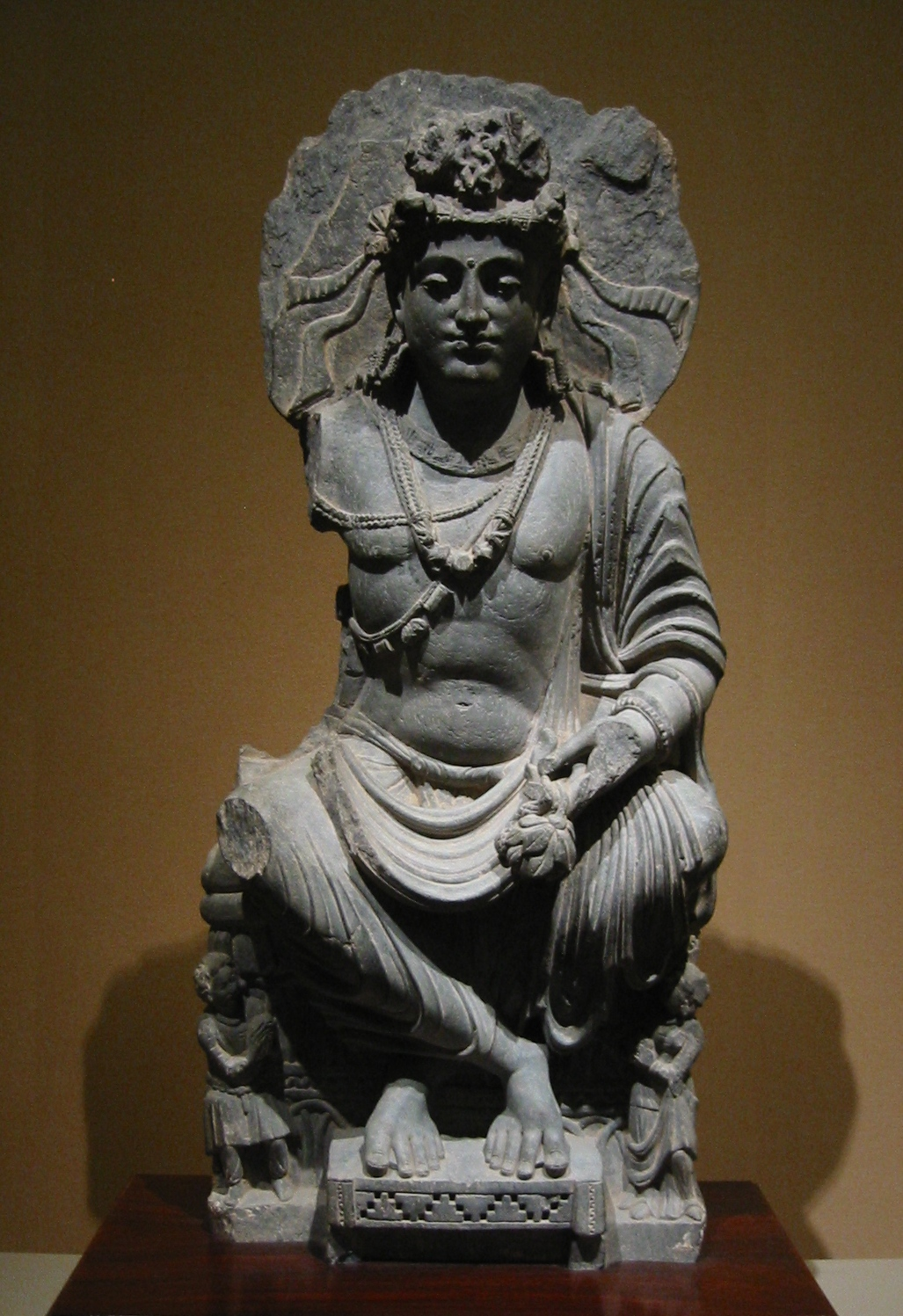
弥勒菩薩交脚像 （東京国立博物館蔵）

## 真言
オン・マイタレイヤ・ソワカ (oṃ maitreya svāhā〈𑖌𑖽𑖦𑖹𑖝𑖿𑖨𑖸𑖧𑖭𑖿𑖪𑖯𑖮𑖯〉)

## 布袋との関係

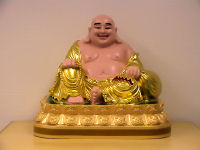
布袋

日本では七福神の一人として知られる布袋は、中国では、弥勒の化身とされ、下生した弥勒如来として仏堂の正面にその破顔と太鼓腹で膝を崩した風姿のまま祀られている。

## ミルク神

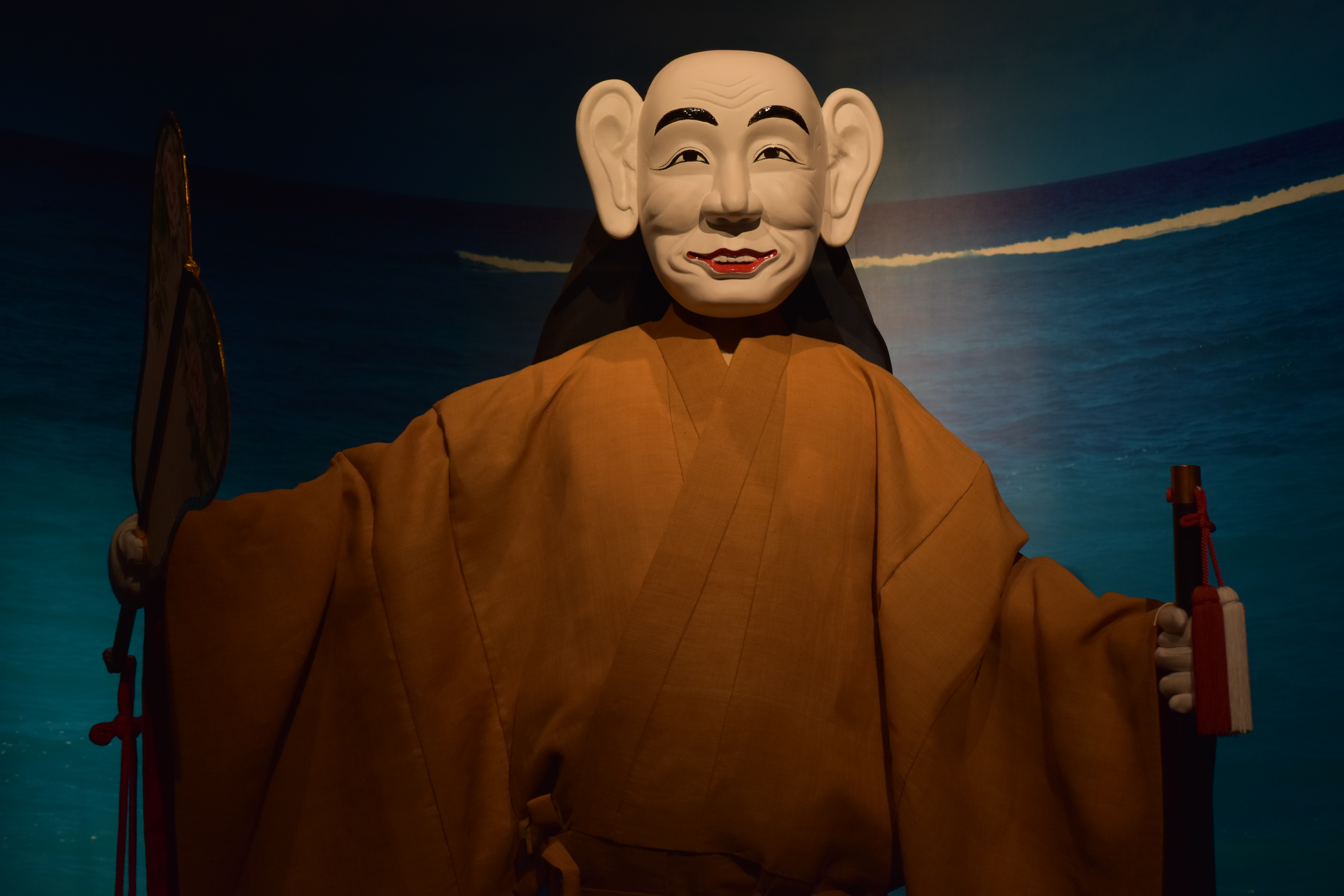
ミルク神（沖縄県立博物館）

沖縄県の沖縄本島及び周辺離島や八重山列島では「ミルク」と呼ばれる神の信仰が盛んである。これは、東アジアから東南アジアにかけて分布する弥勒信仰がニライカナイ信仰と融合したものとするのが定説である。これらの地域では、豊年祭等の祭りに、笑顔のミルク面をつけたミルク神が登場し歩き回る。ミルク面は布袋に似た姿をしているが、これは布袋を弥勒菩薩の化身とする東アジアや東南アジアの弥勒信仰の影響であると考えられている。ミルク神は年に一度（12年に一度等の地域もある）集落を来訪する来訪神である。
起源については、約300年前に首里殿内から「たい国」（通説では中国）に派遣された求道長老が弥勒の掛け軸を持ち帰り、毎年7月に祭を行ったとされ、1816年の「三司官伊江朝睦日日記」には首里赤田町（現在の那覇市首里地区）のミルクウンケー（弥勅御迎）の記録が残っている。また、八重山列島の石垣市登野城に伝わるミルク面は、1791年に首里から八重山への帰途に遭難し安南(現在のベトナム)に漂着した黒島首里大屋子職大浜用倫が持ち帰ったものとされる。